# Escorça oceànica

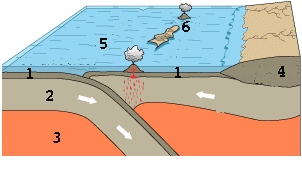
Esquema: convergència de les plataformes continental i oceànica: 1-Escorça oceànica; 2-Litosfera; 3-Astenosfera; 4-Escorça continental; 5- Fossa oceànica; 6- Illa d'origen volcànic.

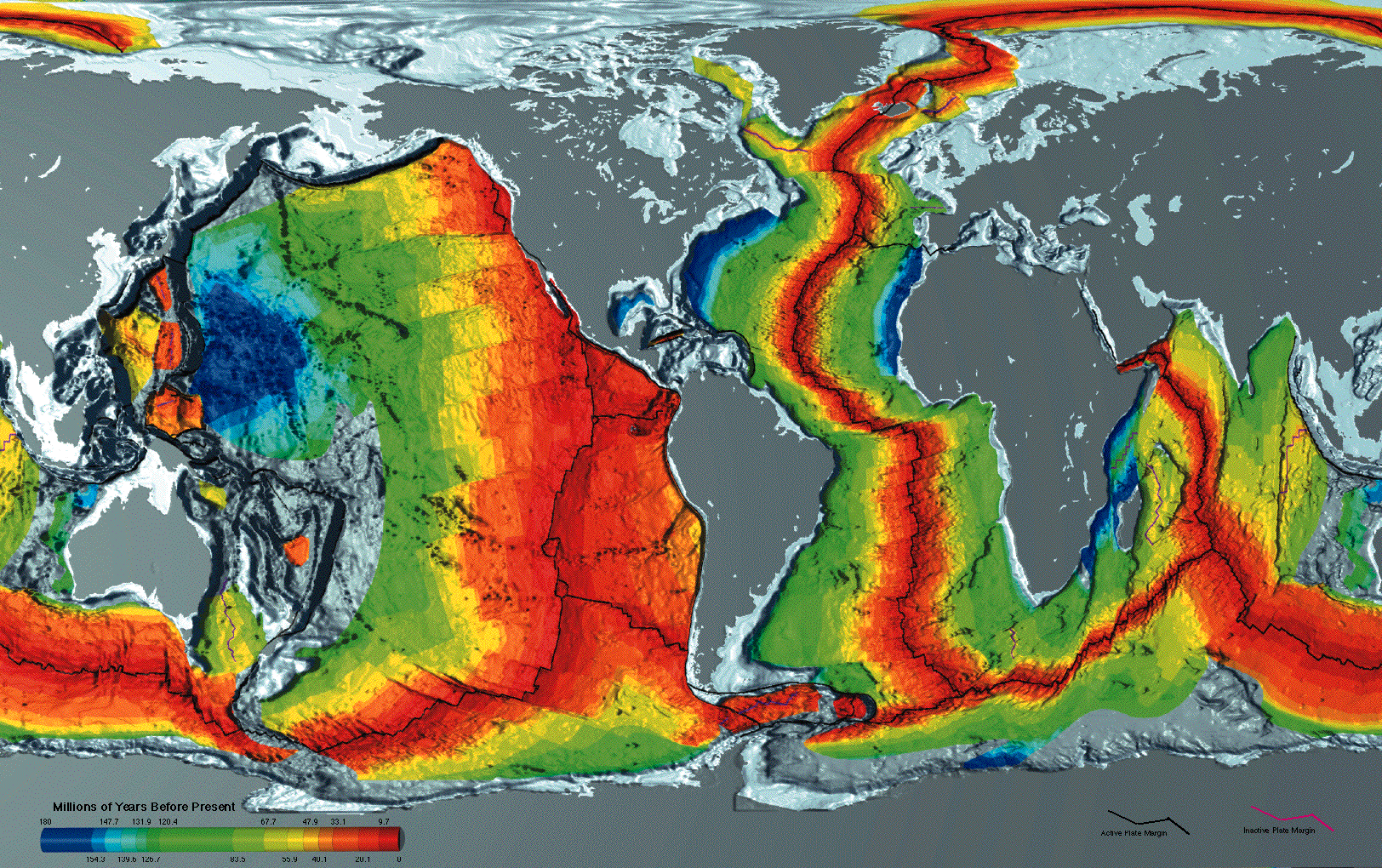
Edats de formació de l'escorça oceànica. En vermell la més recent i en blau la més antiga.

L'escorça oceànica és la part de l'escorça terrestre existent sota els fons oceànics, incloent-hi les illes volcàniques intraoceàniques que n'emergeixen.
L’escorça oceànica té un gruix mitjà d’uns 10 km i és molt més definida en els seus límits que no pas l’escorça continental. Representa el 0,099% de la massa total de la Terra i està composta per diferents capes de diferent gruixària.
Sota de l'aigua marina, a una profunditat mitjana de 4,500 m. hi ha una primera capa de sediments d'uns 300 metres de gruix, que pot ser major a la vora dels continents o gairebé inexistent sobre les dorsals oceàniques. Per dessota hi ha una capa (sòcol) composta per basalts que té un gruix entre 800 i 1.700 m. Sota de la capa de basalts, hom pensa que hi ha un gruix entre 1.400 i 4.800 m compost de serpentines que han estat generades en hidratar-se la part més externa del mantell terrestre.
L'escorça oceànica conté el 0,147% de la massa conjunta del mantell i l'escorça. La major part de l'escorça terrestre es produí a partir de l'activitat volcànica. Conté les dorsals oceàniques, per on sobresurt magma que, un cop es solidifica, forma noves capes engruixint encara més l'escorça oceànica.
L'escorça oceànica està composta per minerals de gran densitat i pel fet de ser més pesada que l'escorça continental, s'enfonsa (subducció) sota l'escorça continental.
El sistema de dorsals oceàniques forma una xarxa de volcans de 40.000 km de longitud, que genera nova escorça oceànica a raó de 17 km³ per any, cobrint el fons de l'oceà amb basalt.
Hawaii i Islàndia són dos exemples de l'acumulació de piles de basalt.